# Bumacris monotona
Bumacris monotona är en insektsart som beskrevs av Willemse, C. 1935. Bumacris monotona ingår i släktet Bumacris och familjen gräshoppor. Inga underarter finns listade i Catalogue of Life.